# Marvel Avengers: Battle for Earth
Marvel's Avengers: Battle for Earth (también conocido como The Avengers: Battle for Earth) es un videojuego de acción disponible para las plataformas de Xbox 360 y Wii U, la versión de Xbox 360 es compatible con Kinect. La historia del juego está basada en la saga de Secret Invasion, el videojuego fue desarrollado por Ubisoft Quebec. El juego fue anunciado después de la cancelación del videojuego de la película. Una versión del juego para PlayStation 3 fue planeada, aunque fue cancelada.

## Sinopsis
Varios héroes como Spider-Man, Capitán América y Wolverine se unen a los Vengadores para salvar a la Tierra de la invasión de una raza conocida cómo los Skrulls.

## Modo de juego
La historia se basa en la línea de historietas de Secret Invasion, el juego cuenta con 20 héroes y villanos: Black Widow, Capitán América, Doctor Extraño, Doctor Doom, Ojo de Halcón, Hulk, Antorcha Humana, Ice man, Iron Man, Loki, Magneto, Fénix, Queen Veranke, Bruja Escarlata, Spider-Man, Storm, Super-Skrull, Thor, Venom, y Wolverine. Cada personaje tiene superpoderes exclusivos. Además de ataques y movimientos.